# Tour de Limusino de 2020
A 53.ª edição do Tour de Limusino (oficialmente: Tour du Limousin-Nouvelle Aquitaine) celebrou-se entre 18 e 21 de agosto de 2020 com início na cidade de Couzeix e final na cidade de Limoges na França. O percurso constou de um total de 4 etapas sobre uma distância total de 702,3 quilómetros.
A corrida fez parte do UCI Europe Tour de 2020, calendário ciclístico dos Circuitos Continentais da UCI, dentro da categoria 2.1, e foi vencida pelo italiano Luca Wackermann do Vini Zabù-KTM. Completaram o pódio, como segundo e terceiro classificado respectivamente, o britânico Jake Stewart do Groupama-FDJ e o português Rui Costa do UAE Emirates.

## Equipas participantes
Tomaram a partida um total de 20 equipas, dos quais 5 são de categoria UCI WorldTeam, 12 UCI ProTeam e 3 Continental, quem conformaram um pelotão de 139 ciclistas dos quais terminaram 105. As equipas participantes foram:
| Equipes WorldTeam (5)- AG2R La Mondiale - Cofidis - Groupama-FDJ - Team Sunweb - UAE Team Emirates Equipes ProTeam (12)- B&B Hotels-Vital Concept p/b KTM - Bardiani CSF Faizanè - Bingoal-Wallonie Bruxelles - Caja Rural-Seguros RGA - Circus-Wanty Gobert - Euskaltel-Euskadi - Gazprom-RusVelo - Nippo Delko One Provence - Arkéa-Samsic - Team Novo Nordisk - Total Direct Énergie - Vini Zabù-KTM Equipes Continentais (3)- Equipo Kern Pharma - Natura4Ever-Roubaix Lille Métropole - Saint Michel-Auber 93 |
| |

## Percorrido
O Tour de Limusino dispôs de quatro etapas para um percurso total de 702,3 quilómetros.
| Etapa | Data    | Percurso                                        | type            | Distância (km) | Vencedor          | Líder geral     |
| ----- | ------- | ----------------------------------------------- | --------------- | -------------- | ----------------- | --------------- |
| 1     | 18 ago. | Couzeix – Évaux-les-Bains                       | etapa escarpada | 183,5          | Luca Wackermann   | Luca Wackermann |
| 2     | 19 ago. | Base départementale de Rouffiac – Saint-Estèphe | etapa escarpada | 173,9          | Fernando Gaviria  | Joel Suter      |
| 3     | 20 ago. | Ussac – Chamberet                               | média montanha  | 177,9          | Jasper Philipsen  | Luca Wackermann |
| 4     | 21 ago. | Lac de Saint-Pardoux – Limoges                  | etapa escarpada | 167            | Alessandro Fedeli | Luca Wackermann |

## Classificações finais
As classificações finalizaram da seguinte forma:

### Classificação geral
| \| Classificação geral \| Classificação geral \| Classificação geral \| Classificação geral \| Classificação geral \| \| Ciclista \| Ciclista \| Equipe \| Tempo \| \| \| ------------------- \| ------------------- \| -------------------------------- \| ------------------- \| ------------------- \| \| 1. \| Luca Wackermann \| Vini Zabù-KTM \| 17h22m11s \| \| \| 2. \| Jake Stewart \| Équipe continentale Groupama-FDJ \| + 2s \| \| \| 3. \| Rui Costa \| UAE Team Emirates \| + 4s \| \| \| 4. \| Kévin Ledanois \| Arkéa-Samsic \| + 7s \| \| \| 5. \| Romain Combaud \| Nippo-Delko One Provence \| + 11s \| \| \| 6. \| Anthony Delaplace \| Arkéa-Samsic \| + 12s \| \| \| 7. \| Benjamin Declercq \| Arkéa-Samsic \| + 13s \| \| \| 8. \| Serguei Chernetski \| Gazprom-RusVelo \| + 13s \| \| \| 9. \| Francisco Galván \| Equipo Kern Pharma \| + 17s \| \| \| 10. \| Antonio Angulo \| Euskaltel-Euskadi \| + 17s \| \| |                    |                                  |           |
| |                    |                                  |           |
| Fonte: ProCyclingStats |                    |                                  |           |
| Classificação geral |                    |                                  |           |
| Ciclista | Ciclista           | Equipe                           | Tempo     |
| 1. | Luca Wackermann    | Vini Zabù-KTM                    | 17h22m11s |
| 2. | Jake Stewart       | Équipe continentale Groupama-FDJ | + 2s      |
| 3. | Rui Costa          | UAE Team Emirates                | + 4s      |
| 4. | Kévin Ledanois     | Arkéa-Samsic                     | + 7s      |
| 5. | Romain Combaud     | Nippo-Delko One Provence         | + 11s     |
| 6. | Anthony Delaplace  | Arkéa-Samsic                     | + 12s     |
| 7. | Benjamin Declercq  | Arkéa-Samsic                     | + 13s     |
| 8. | Serguei Chernetski | Gazprom-RusVelo                  | + 13s     |
| 9. | Francisco Galván   | Equipo Kern Pharma               | + 17s     |
| 10. | Antonio Angulo     | Euskaltel-Euskadi                | + 17s     |

### Classificação por pontos
| Classificação por pontos | Classificação por pontos | Classificação por pontos         | Classificação por pontos | Classificação por pontos |
| Ciclista                 | Ciclista                 | Equipe                           | Pontos                   |                          |
| ------------------------ | ------------------------ | -------------------------------- | ------------------------ | ------------------------ |
| 1.                       | Tony Hurel               | Saint Michel-Auber 93            | 11 pts                   |                          |
| 2.                       | Delio Fernández          | Nippo-Delko One Provence         | 7 pts                    |                          |
| 3.                       | Romain Combaud           | Nippo-Delko One Provence         | 6 pts                    |                          |
| 4.                       | Anthony Delaplace        | Arkéa-Samsic                     | 5 pts                    |                          |
| 5.                       | Serguei Chernetski       | Gazprom-RusVelo                  | 4 pts                    |                          |
| 6.                       | Martin Salmon            | Team Sunweb                      | 4 pts                    |                          |
| 7.                       | Jake Stewart             | Équipe continentale Groupama-FDJ | 3 pts                    |                          |
| 8.                       | Joel Suter               | Bingoal-Wallonie Bruxelles       | 3 pts                    |                          |
| 9.                       | Adrien Guillonnet        | Saint Michel-Auber 93            | 3 pts                    |                          |
| 10.                      | François Bidard          | AG2R La Mondiale                 | 3 pts                    |                          |

### Classificação da montanha
| Classificação da montanha | Classificação da montanha | Classificação da montanha | Classificação da montanha | Classificação da montanha |
| Ciclista                  | Ciclista                  | Equipe                    | Pontos                    |                           |
| ------------------------- | ------------------------- | ------------------------- | ------------------------- | ------------------------- |
| 1.                        | Martin Salmon             | Team Sunweb               | 23 pts                    |                           |
| 2.                        | Delio Fernández           | Nippo-Delko One Provence  | 22 pts                    |                           |
| 3.                        | Tony Hurel                | Saint Michel-Auber 93     | 20 pts                    |                           |
| 4.                        | Luca Wackermann           | Vini Zabù-KTM             | 10 pts                    |                           |
| 5.                        | Adrien Guillonnet         | Saint Michel-Auber 93     | 10 pts                    |                           |
| 6.                        | Gonzalo Serrano Rodríguez | Caja Rural-Seguros RGA    | 7 pts                     |                           |
| 7.                        | François Bidard           | AG2R La Mondiale          | 7 pts                     |                           |
| 8.                        | Daniel Savini             | Bardiani CSF Faizanè      | 6 pts                     |                           |
| 9.                        | Piet Allegaert            | Cofidis                   | 4 pts                     |                           |
| 10.                       | Alejandro Osorio          | Caja Rural-Seguros RGA    | 4 pts                     |                           |

### Classificação dos jovens
| Classificação dos jovens | Classificação dos jovens | Classificação dos jovens         | Classificação dos jovens | Classificação dos jovens |
| Ciclista                 | Ciclista                 | Equipe                           | Tempo                    |                          |
| ------------------------ | ------------------------ | -------------------------------- | ------------------------ | ------------------------ |
| 1.                       | Jake Stewart             | Équipe continentale Groupama-FDJ | 17h22m13s                |                          |
| 2.                       | Francisco Galván         | Equipo Kern Pharma               | + 15s                    |                          |
| 3.                       | Martí Márquez            | Equipo Kern Pharma               | + 15s                    |                          |
| 4.                       | Simon Guglielmi          | Groupama-FDJ                     | + 30s                    |                          |
| 5.                       | Michael Storer           | Team Sunweb                      | + 48s                    |                          |
| 6.                       | Joel Suter               | Bingoal-Wallonie Bruxelles       | + 2m01s                  |                          |
| 7.                       | Petr Rikunov             | Gazprom-RusVelo                  | + 2m14s                  |                          |
| 8.                       | Max Kanter               | Team Sunweb                      | + 2m50s                  |                          |
| 9.                       | David Gaudu              | Groupama-FDJ                     | + 6m01s                  |                          |
| 10.                      | Alberto Dainese          | Team Sunweb                      | + 8m11s                  |                          |

### Classificação por equipas
| Classificação por equipes | Classificação por equipes  | Classificação por equipes | Classificação por equipes |
| Equipe                    | Equipe                     | Tempo                     |                           |
| ------------------------- | -------------------------- | ------------------------- | ------------------------- |
| 1.                        | Arkéa-Samsic               | 52h07m18s                 |                           |
| 2.                        | Groupama-FDJ               | + 1m01s                   |                           |
| 3.                        | Team Sunweb                | + 3m52s                   |                           |
| 4.                        | Caja Rural-Seguros RGA     | + 5m00s                   |                           |
| 5.                        | Cofidis                    | + 7m41s                   |                           |
| 6.                        | Gazprom-RusVelo            | + 7m51s                   |                           |
| 7.                        | AG2R La Mondiale           | + 8m51s                   |                           |
| 8.                        | Nippo Delko One Provence   | + 19m46s                  |                           |
| 9.                        | UAE Team Emirates          | + 21m34s                  |                           |
| 10.                       | Bingoal-Wallonie Bruxelles | + 28m26s                  |                           |

## Evolução das classificações
| Etapa                 | Vencedor              | Classificação geral | Classificação por pontos | Classificação da montanha | Classificação dos jovens | Classificação por equipas |
| --------------------- | --------------------- | ------------------- | ------------------------ | ------------------------- | ------------------------ | ------------------------- |
| 1.ª                   | Luca Wackermann       | Luca Wackermann     | Tony Hurel               | Luca Wackermann           | Jake Stewart             | Arkéa Samsic              |
| 2.ª                   | Fernando Gaviria      | Joel Suter          | Romain Combaud           | Adrien Guillonnet         | Joel Suter               | Arkéa Samsic              |
| 3.ª                   | Jasper Philipsen      | Luca Wackermann     | Delio Fernández          | Martin Salmon             | Jake Stewart             | Arkéa Samsic              |
| 4.ª                   | Alessandro Fedeli     | Luca Wackermann     | Tony Hurel               | Martin Salmon             | Jake Stewart             | Arkéa Samsic              |
| Classificações finais | Classificações finais | Luca Wackermann     | Tony Hurel               | Martin Salmon             | Jake Stewart             | Arkéa Samsic              |

## UCI World Ranking
O Tour de Limusino outorgou pontos para o UCI World Ranking para corredores das equipas nas categorias UCI WorldTeam, UCI ProTeam e Continental. As seguintes tabelas mostram o barómetro de pontuação e os 10 corredores que obtiveram mais pontos:
| Posição             | 1.º | 2.º | 3.º | 4.º | 5.º | 6.º | 7.º | 8.º | 9.º | 10.º | 11.º | 12.º | 13.º-15.º | 16.º-25.º |
| Classificação geral | 125 | 85  | 70  | 60  | 50  | 40  | 35  | 30  | 25  | 20   | 15   | 10   | 5         | 3         |
| Por etapa           | 14  | 5   | 3   |     |     |     |     |     |     |      |      |      |           |           |
| Líder               | 3   |     |     |     |     |     |     |     |     |      |      |      |           |           |

| Classificação |                   |                          |       |       |       |       |
| Posição       | Ciclista          | Equipa                   | Geral | Etapa | Líder | Total |
| ------------- | ----------------- | ------------------------ | ----- | ----- | ----- | ----- |
| 1.º           | Luca Wackermann   | Vini Zabù-KTM            | 125   | 14    | 6     | 145   |
| 2.º           | Jake Stewart      | Groupama-FDJ             | 85    | 10    | -     | 95    |
| 3.º           | Rui Costa         | UAE Emirates             | 70    | 5     | -     | 75    |
| 4.º           | Kévin Ledanois    | Arkéa Samsic             | 60    | 3     | -     | 63    |
| 5.º           | Romain Combaud    | NIPPO DELKO One Provence | 50    | -     | -     | 50    |
| 6.º           | Anthony Delaplace | Arkéa Samsic             | 40    | -     | -     | 40    |
| 7.º           | Benjamin Declercq | Arkéa Samsic             | 35    | 3     | -     | 38    |
| 8.º           | Sergei Chernetski | Gazprom-RusVelo          | 30    | -     | -     | 30    |
| 9.º           | Francisco Galván  | Kern Pharma              | 25    | -     | -     | 25    |
| 10.º          | Antonio Angulo    | Euskaltel-Euskadi        | 20    | -     | -     | 20    |